# 大麻東公園
大麻東公園（おおあさひがしこうえん）とは、北海道江別市大麻東町にある公園である。大麻1番通り沿いに面し、大麻東小学校前まで広がる広大な公園。

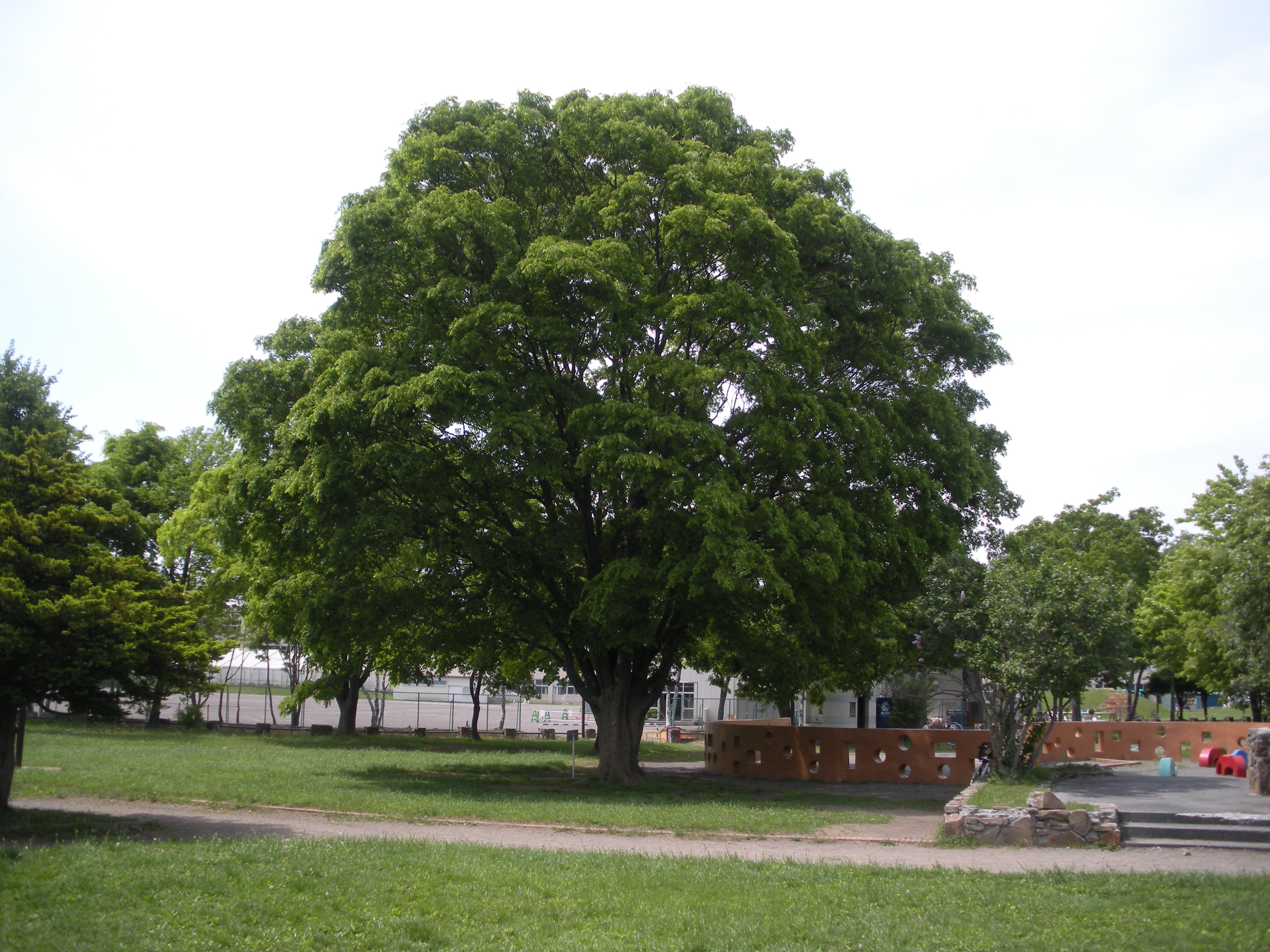
大麻東町公園のケヤキ。奥は江別市立大麻東小学校

## 概要
所在地
- 北海道江別市大麻東町35番地

設備など
- トイレ
- 遊具
- 野球場
- テニスコート

公園内運動施設の使用受付
- 江別市大麻体育館

## 特徴
商店街に近いため、買い物の行き来時に散策する人や、野球場、テニスコートもあるため、多くの人に利用されている。また、万が一に備えて耐震性貯水槽の設備もある。また、大麻東公園は江別市内の桜の名所の一つとなっており、主に1番通り沿い側に幹が太い立派な桜の木が多く植えられている。